# Robert de Sablé

Robert de Sablés vapen

Robert de Sablé var stormästare i Tempelherreorden från 1191 till 1193 och härskare över Cypern från 1191 till 1192. Det finns inga exakta källor för de Sablés födelsedatum men det anses troligt att han var relativt gammal vid sin död 23 september 1193 i det heliga landet under det tredje korståget.
I modern tid har han använts som skurk i datorspelet Assassin's Creed. Hans handlingar och historia är där dock ofta helt fiktiva.